# La Fin d'une liaison
Pour les articles homonymes, voir The End of the Affair.
Pour plus de détails, voir Fiche technique et Distribution.
La Fin d'une liaison (The End of the Affair) est un film américano-britannique réalisé par Neil Jordan et sorti en 1999. Il s’agit d'une adaptation du roman du même nom de Graham Greene, publié en 1951, qui avait déjà été adapté au cinéma en 1955 avec Vivre un grand amour réalisé par Edward Dmytryk, avec Deborah Kerr et Van Johnson dans les rôles principaux.

## Synopsis
À Londres en 1939, Sarah Miles est une femme belle et passionnée. Elle est cependant prisonnière d'un mariage stérile avec Henry, un époux doux mais terne. Au cours d'une fête, elle fait la connaissance de Maurice Bendrix, un romancier. C'est le coup de foudre. Après quelques années d’une passion intense, un obus frappe la maison de Bendrix tandis que les deux amants sont ensemble. Pendant quelques minutes, Sarah croit Bendrix mort. Lorsqu'il réapparaît quelques instants plus tard, Sarah, bouleversée, met brutalement fin à leur liaison sans un mot d'explication. L’amour que Bendrix portait à Sarah se transforme rapidement en haine. Pourtant, l’amant éconduit s'est mépris sur la cause de la rupture…

## Fiche technique
Sauf indication contraire, les informations mentionnées dans cette section peuvent être confirmées par la base de données cinématographiques IMDb,  présente dans la section « Liens externes ».
- Titre francophone : La Fin d'une liaison
- Titre original : The End of the Affair
- Réalisation : Neil Jordan
- Scénario : Neil Jordan, d'après le roman La Fin d'une liaison de Graham Greene (1951)
- Musique : Michael Nyman
- Sociétés de production : Columbia Pictures
- Directeur de la photographie : Roger Pratt
- Direction artistique : Anthony Pratt
- Costumes : Sandy Powell
- Montage : Tony Lawson (de)
- Genre : drame, romance
- Pays de production :  États-Unis,  Royaume-Uni
- Durée : 110 minutes
- Dates de sortie : 
  - États-Unis : 3 décembre 1999
  - France : 5 avril 2000

## Distribution
- Julianne Moore (V.F. : Cécile Paoli) : Sarah Miles
- Ralph Fiennes (V.F. : Bernard Gabay) : Maurice Bendrix
- Stephen Rea (V.F. : Bernard Alane) : Henry Miles
- Ian Hart (V.F. : Emmanuel Karsen) : M. Parkis
- Jason Isaacs (V.F. : Gabriel Le Doze) : père Richard Smythe
- Deborah Findlay : Miss Smythe
- James Bolam (V.F. : Jean Négroni) : M. Savage
- Heather-Jay Jones : bonne de Henry
- Sam Bould : Lance Parkis
- Cyril Shaps : serveur
- Simon Fisher Turner : Dr Gilbert

## Production

### Attribution des rôles
Miranda Richardson et Kristin Scott Thomas étaient envisagées pour le rôle de Sarah Miles. Très emballée par le rôle, Julianne Moore a personnellement écrit une lettre à destination du réalisateur Neil Jordan pour lui demander le rôle. Ce qui a fonctionné.
Ce film marque la 8e apparition de Stephen Rea dans un film de Neil Jordan.

### Tournage
Le tournage a lieu à Londres (Cimetière de Kensal Green, gare de Maida Vale, Park Lane Hotel, église Saint-Barthélemy-le-Grand) et ses environs (Cité de Westminster, Kew), ainsi qu'à Brighton et dans les studios de Shepperton.

### Musique
Neil Jordan choisit initialement son compositeur habituel Elliot Goldenthal. Mais ce dernier est occupé par le film Titus réalisée par sa compagne Julie Taymor. John Barry sera alors envisagé. Il écrit un thème démo, mais Neil Jordan lui préfère Michael Nyman.
Liste des titres
1. Diary of Hate 2:38
2. Henry 1:46
3. The First Time 2:16
4. Vigo Passage 1:04
5. Jealous of the Rain 5:29
6. The Party in Question 3:45
7. Intimacy 3:04
8. Smythe with a "Y" 1:55
9. Dispossessed 3:22
10. Love Doesn't End 4:31
11. Diary of Love 5:16
12. Breaking the Spell 1:20
13. I Know your voice, Sarah 4:10
14. Sarah dies 3:01
15. The End of the Affair 2:59

## Distinctions
Le film reçoit quatre nominations à la 57e cérémonie des Golden Globes en 2000 : meilleure actrice dans un film dramatique pour Julianne Moore, meilleure photographie pour Roger Pratt, meilleur film dramatique pour Neil Jordan et meilleure musique pour Michael Nyman
Le film reçoit deux nominations à la 72e cérémonie des Oscars en 2000 : meilleure actrice pour Julianne Moore et meilleure photographie pour Roger Pratt.

## Accueil

### Critique
Contrairement aux critiques britanniques, américains et canadiens, les critiques français expriment des avis très mitigés lors de la sortie du film.
Éric Leguède dans le Parisien parle de « chef-d’œuvre ». La Croix, Télérama et Le Figaro sont particulièrement sensibles à la grande qualité de l’ensemble (interprétation, photo, musique et mise en scène).
À l'inverse, Les Cahiers du cinéma condamnent le film en le taxant d’académique. Selon Erwan Higuinen seule « une ligne terne et inchangée » traverse un film « ronronnant ».
Enfin la presse cinéma people, notamment Première, critique très violemment le long métrage en le rangeant dans la catégorie des navets prétentieux. Selon Jean-Jacques Bernard : « si un amant passionné est une nouvelle variété de légume, alors Ralph Fiennes est le roi du potager. Quant au Stephen Rea de mari, c'est Droopy en pays noir. La photo marronnasse et tramée à mort n'arrange rien à ce pensum. »